# Parafia św. Jana Nepomucena w Starym Koźlu
Parafia św. Jana Nepomucena w Starym Koźlu – parafia rzymskokatolicka należąca do dekanatu Kędzierzyn diecezji opolskiej w metropolii katowickiej. Kościół parafialny zbudowany w latach 1806–1808 mieści się przy ulicy Szkolnej 6. 

## Proboszczowie
Na przestrzeni istnienia parafii posługiwało w niej 17 proboszczów.
| Lista proboszczów parafii św. Jana Nepomucena w Starym Koźlu (od 1921) |                       |
| Okres                                                                  | Proboszcz             |
| 1921–1939                                                              | ks. Jan Melz          |
| 1939– ?                                                                | ks. Antoni Połomski   |
| ?                                                                      | ks. Leon Kopyto       |
| ? –1978                                                                | ks. Zbigniew Kowalski |
| 1978–1998                                                              | ks. Zdzisław Kozak    |
| 1998–2000                                                              | ks. Karol Gąsior      |
| 2000–2007                                                              | ks. Lucjan Gembczyk   |
| od 2007                                                                | ks. Jarosław Krężel   |

## Historia parafii
Początkowo mieszkańcy niewielkiej miejscowości Stare Koźle należeli do założonej znacznie wcześniej parafii św. Zygmunta i św. Jadwigi Śląskiej w Koźlu, ponieważ właśnie w tej najstarszej w okolicy parafii, utworzono wówczas archiprezbiterat kozielski. Najstarsza wzmianka historyczna o wsi Stare Koźle pochodzi z roku 1223, która została zamieszczona w dokumencie biskupa wrocławskiego Wawrzyńca o przekazaniu 40 dzbanów miodu kościołowi św. Mikołaja w Cieszynie. Natomiast w 1335 w źródłach historycznych (rejestrze dziesięcin)  pojawiła się wzmianka o istnieniu w Starym Koźlu filialnego, drewnianego kościoła pod wezwaniem Narodzenia Najświętszej Maryi Panny, należącego do archiprezbiteratu kozielskiego. 
Według niepotwierdzonych źródeł parafia (lokalia) w Starym Koźlu została ustanowiona w 1480. Z dokumentu powizytacyjnego z 1679 wynika, że pierwotny kościół został konsekrowany 9 maja 1499 pod wezwaniem Narodzenia NMP przez wrocławskiego biskupa pomocniczego Jana Ambrosii. Według innych źródeł kościół ten był pod wezwaniem św. Jana Nepomucena, który u schyłku XVIII wieku rozebrano i przewieziono do Kędzierzyna, gdzie początkowo służył jako kościół filialny, a następnie dla utworzonej tam parafii św. Mikołaja.
Po rozbiórce starego kościoła, wybudowano w latach 1806–1808 nowy orientowany, jednonawowy kościół murowany, pod wezwaniem św. Jana Nepomucena, w miejscu zwanym Laskiem Modlitwy. W związku z rozwojem osadnictwa i stopniowym powiększaniem się ludności wsi i okolic oraz erygowaniem kolejnych okolicznych parafii i stopniowych zmianach terytorialnych dekanatów, zaistniała potrzeba powołania samodzielnej parafii.

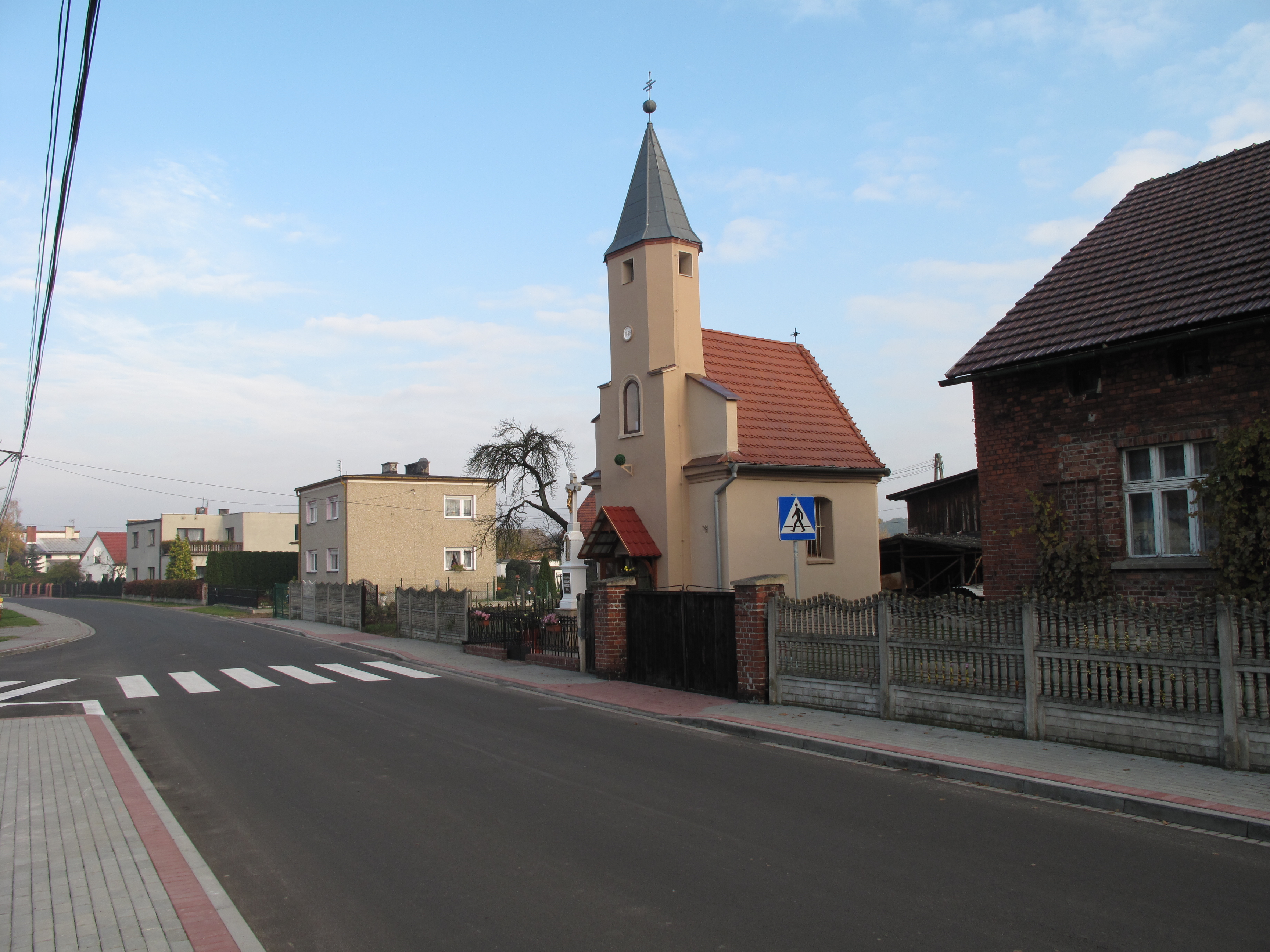
Kaplica w Brzeźcach

W 1925 po odbudowie kościoła, zniszczonego podczas III powstania śląskiego został on konsekrowany przez bp. Walentego Wojciecha z Wrocławia. Podczas powodzi w lipcu 1997 zniszczeniu uległ kościół i XIX wieczna plebania, bowiem na długości 50 m zawalił się mur cmentarny. W 2004 wybudowano nową plebanię dla proboszcza. Na terytorium parafii postawiono cmentarną kaplicę przykościelną oraz kaplicę w Brzeźcach przy ulicy Gliwickiej . Parafia liczy około 1100 wiernych .

## Grupy parafialne
- Bractwo Niepokalanego Serca Najświętszej Maryi Panny[2]
- Bractwo św. Józefa
- Służba Liturgiczna
- Wspólnota Żywego Różańca
- Zespół Charytatywny Caritas

## Zasięg parafii
Na przestrzeni wieków na obszarze parafii leżały wioski: Biadaczów, Bierawa, Brzeźce, Cisek, Grabówka, Kędzierzyn, Landzmierz, Lubieszów, Ortowice, Pogorzelec, Stare Koźle i Steblów. W wyniku erygowania parafii w niektórych z tych miejscowości oraz zmianach terytorialnych dekanatów, miejscowości te zostały wyłączone z obrębu parafii w Starym Koźlu. Obecnie na obszarze parafii leżą miejscowości : 
- Brzeźce
- Stare Koźle

## Galeria
| - Kościół św. Jana Nepomucena w Starym Koźlu - Krzyż przy kościele - Fasada kościoła - Nawa kościoła |